# Sigita Strečen
Sigita Strečen, född den 24 september 1958 i Panevėžys, Litauen, är en sovjetisk handbollsspelare.
Hon tog OS-guld i damernas turnering i samband med de olympiska handbollstävlingarna 1980 i Moskva.